# John Edward Lovelock
John "Jack" Edward Lovelock (Crushington, 5 de gener, 1910 - New York, 28 de desembre, 1949) fou un atleta de Nova Zelanda, especialista en proves de mig fons.
Lovelock competí als Jocs Olímpics de 1932 a Los Angeles, on fou setè a la final de 1.500 metres. L'any següent va batre el rècord del món de la milla amb un temps de 4' 07.6" i el 1934 guanyà la medalla d'or als Jocs de l'Imperi Britànic.
El punt àlgid de la seva carrera l'assolí als Jocs Olímpics de 1936, on guanyà la medalla d'or als 1.500 metres llisos, establint un nou rècord del món amb un temps de 3' 47.8".
Havia estudiat medicina i exercí de metge al Manhattan Hospital de Nova York. Va morir atropellat al metro d'aquesta ciutat el 1949.

## Millors marques
- 1.500 metres. 3' 47.8" (1936)
- Milla. 4' 07.6" (1933)[5]